# Vlag van Pará

Vlag van Pará

De vlag van Pará wordt gevormd door een rood veld, waarover een witte diagonale baan loopt. In het midden van deze baan staat een blauwe ster. De vlag is op 17 november 1889 in gebruik genomen.
De witte baan symboliseert de rivier de Amazone en de evenaar. Het rood staat voor de kracht van de inwoners van Pará, terwijl de blauwe ster deze deelstaat zelf symboliseert.